# Fort VIII Twierdzy Toruń
Fort VIII Twierdzy Toruń (Fort VIII Kazimierz Wielki) – fort piechoty, zbudowany w latach 1888–1890, znajdujący się przy ul. Bielańskiej 66.

## Historia
Fort powstał w latach 1888–1890, w 1893 roku był modernizowany. Pierwotna nazwa fortu to Fort IVb Herzog Albrecht. Był uzbrojony w sześć dział i trzy pancerne wieżyczki obserwacyjne. Był przeznaczony dla 300-osobowej załogi. W skład Fortu wchodziło również pięć schronów dla piechoty. Po powrocie Torunia do Polski w 1920 roku w Forcie mieściły się koszary. W 1925 roku fort zajął na stałe 4. punkt lotniczy.
We wrześniu 1939 roku fort stanowił punkt oporu w systemie obrony Torunia. Po wkroczeniu wojsk niemieckich do miasta zaczął pełnić funkcję więzienia śledczego przeznaczonego dla ludności polskiej. Trafiło do niego wielu aresztowanych członków Batalionu Śmierci za Wolność. Część z nich została zamordowana na terenie fortu, inni zostali wywiezieni do obozów koncentracyjnych (Ravensbrück, Sachsenhausen, Auschwitz-Birkenau), rozstrzelani w Barbarce, Olku lub Palmirach. Więźniami Fortu VIII byli m.in. nauczyciel muzyki Zygmunt Moczyński, artysta Alojzy Liegmann. Więźniowie byli przetrzymywani w celach znajdujących się w dolnej części masywu fortu.
Fort został zbombardowany przez Armię Czerwoną w styczniu 1945 roku. Pod koniec lat 50. doszło do próby wysadzenia obiektu. Obecnie fort nie ma właściciela, jest systematycznie dewastowany, zaśmiecany i rabowany. Po 2000 roku pojawił się pomysł stworzenia w forcie domu akademickiego dla ok. 400 osób.

## Upamiętnienia
Przed fortem stoją trzy nieme krzyże, upamiętniające Polaków uwięzionych i maltretowanych przez Niemców podczas II wojny światowej. Dwa tylne są opisywane również jako dwa miecze z pustymi tarczami. Krzyże nie mają oficjalnej nazwy. Stanowią one część większej instalacji artystycznej, wykonanej przez Alojzego Liegmanna w 1989 roku. Ponadto krótko po zakończeniu wojny powstała tzw. Ściana Śmierci, gdzie mieszkańcy Torunia i okolic zostawiali znicze, upamiętniające Polaków zamordowanych przez Niemców.